# کاروانسرای خان
کاروانسرای خان مربوط به دوره صفوی است و در بافت مرکزی شهر خوی و در مجاورت بازار این شهر واقع شده و این اثر در تاریخ ۷ مهر ۱۳۸۱ با شمارهٔ ثبت ۶۲۳۳ به‌عنوان یکی از آثار ملی ایران به ثبت رسیده‌است.
کاروانسرای خان، در بخش مرکزی شهرستان خوی واقع شده‌است. قدمت این کاروانسرا به دورهٔ صفویه مربوط می‌شود؛ که از بناهای قدیمی استان آذربایجان غربی نیز محسوب می‌شود.

## ثبت در فهرست میراث جهانی
در ۲۶ شهریور ۱۴۰۲ در جریان چهل و پنجمین اجلاس کمیته میراث جهانی یونسکو در ریاض، کاروانسرای خان به‌همراه ۵۳ کاروانسرای تاریخی دیگر (جمعاً ۵۴ کاروانسرا در ۲۴ استان ایران) تحت عنوان کاروانسراهای ایرانی در فهرست میراث جهانی قرار گرفتند. این مجموعه جهانی به عنوان بیستمین و هفتمین اثر جهانی کشور ایران شناخته می‌شود.
علاوه بر کاروان‌سرای خان خوی، دو کاروانسرای شرکت نفت ارومیه و کاروانسرای شاه‌عباسی قطور خوی نیز گزینه‌های دیگر استان آذربایجان غربی برای ثبت جهانی بودند که سرانجام دو کاروانسرای قطور و خان به ثبت جهانی رسیدند.